# Huang Hong Sheng
Huang Hong Sheng, pseudonimo di Alien Huang (cinese tradizionale: 黃鴻升 ; cinese semplificato: 黄鸿升; Taipei, 28 novembre 1983 – Taipei, 16 settembre 2020), è stato un cantante, attore e showman taiwanese.
Era anche conosciuto come Xiao Gui (小鬼).

## Biografia
Fece parte della band HC3, e della boy band Wan Zi / Cosmo (丸子). Incise anche un album da solista. Divenne noto però soprattutto per aver animato vari show televisivi, tra cui 100% Entertainment (娛樂百分百) della GTV, da lui condotto insieme a un altro cantante taiwanese, Show Luo. Era proprietario di A.E.S. (Alien Evolution Studio), un negozio che egli stesso aveva aperto a Taipei. Fu anche attore cinematografico e televisivo, nonché autore di due libri.
Fu trovato morto all'interno della sua abitazione a Taipei il 16 settembre 2020. Fu immediatamente dichiarato morto e la causa principale è stata attribuita ad un trauma cranico che ha subito dopo essere scivolato accidentalmente mentre si trovava nel suo bagno.

## Discografia

### Album da solista
- 2009 Alien Huang ( 不屑, minialbum)

### Album con le band
- 2002 HC3 《我們是朋友》
- 2003 Cosmo 《關東煮》

### Singoli
- 2008 Fooling Around 鬼混 (con due libretti di illustrazioni 鬼怒穿)

### Colonne sonore
- 2004 Love Contract OST (Shining-丸子）
- 2004 Lover of Herb OST (Perfect的完結-丸子）
- 2004 Holiday Dreaming OST (上流速力霸-丸子、來去夏威夷-丸子）

## Filmografia

### Cinema
- 2003 輔導金國片《狂放》
- 2004 Holiday Dreaming 夢遊夏威夷 (Xiao Gui 小鬼)
- 2006 A Flight to Yesterday 飛往昨天的CI006 (Li Zheng Fei 李正非)
- 2009 Black Tide 黑潮 (Xiao Gui 小鬼)

### Televisione
- 2002 《半成年主張之搞個自由式》
- 2005 KO One 終極一班 (Cai Yi Ling 蔡一零 - )
- 2005 Detective Story A.S.T. 偵探物語
- 2006 Tokyo Juliet 東方茱麗葉 (Lu Yi Mi 陸一彌)
- 2006 The Kid from Heaven 天堂來的孩子 (Zhong Da Gui 鍾大規)
- 2006 《喂！水開沒-泡麵超人》
- 2007 Corner With Love 轉角*遇到愛 (Ah Yi 阿義)
- 2007 Summer X Summer 熱情仲夏 (Chen Lang Zhu 陳朗竹)
- 2008 Mysterious Incredible Terminator 霹靂MIT ("747" Huang Hui Hong 黃輝宏)
- 2009 《家書-我在1949，等你》 (Li Wen Xiong 李文雄)

## Show tv
- 2006 100% Entertainment 娛樂百分百 GTV
- 2008 Xiao Gui at Home 小鬼當家 GTV
- 2009 The Winner is 得獎的事 TVBS-G

## Libri
- 2007 《搞什麼鬼?!》
- 2008 《鬼怒穿》

## Videografia
- 2002 Stefanie Sun - Love Starts from Zero 愛從零開始
- 2003 Faith Yang - Tomorrow 明天
- 2003 Jeffrey Kung (孔令奇) - Came to See You 來看你
- 2006 Sam Lee - Lately 最近
- 2007 Alien Huang e Genie Zhuo - The Melody of Love 愛的主旋律